# Les Enfants de Gabriel Thomas
Les Enfants de Gabriel Thomas est un tableau réalisé par la peintre française Berthe Morisot en 1894. De format vertical, cette huile sur toile est un double portrait qui représente les enfants de Gabriel Thomas, le cousin germain de l'artiste. Elle figure son fils Charley debout et sa fille Jeannie assise à côté d'un chien dans un intérieur, lui vêtu de bleu et elle de rose. Entrée dans les collections publiques à la faveur de son don par les modèles en 1945, l'œuvre est affectée depuis 1986 au musée d'Orsay, à Paris. Elle se trouve depuis 2000 en dépôt au musée des Beaux-Arts de Limoges, à Limoges, dans la Haute-Vienne.